# Amsteldijk 86
Amsteldijk 86 te Amsterdam is een gebouw aan de Amsteldijk te Amsterdam-Zuid.
Het gebouw staat in de Diamantbuurt. Er kwam hier in die jaren een cluster van stedelijke bebouwing in een verder agrarisch ingerichte gemeente Nieuwer-Amstel. Die wijk werd in de jaren negentig ingericht en volgebouwd onder leiding van Dolf van Gendt. Nog in die periode kreeg een gebouw dat hier stond nieuwe buurpanden in de hoedanigheid van Amsteldijk 83-85. Die drie panden zijn opgetrokken in de stijl van neorenaissance. Amsteldijk 86 werd in 1941 in een geheel andere stijl gebouwd; het traditionalisme. Het gebouw was privébezit van de gepensioneerde winkelier in manufacturen Theodorus Johannes Castelein, die het liet slopen en vervangen door een gebouw ontworpen door zijn zoon Cornelis Theodorus Castelein (1907-1986), die er ook tussen 1941 en 1948 een aantal jaren woonde, maar in die jaren ook bijna failliet ging (opgeheven faillissement november 1948). Hij vertrok toen naar Zuid-Afrika, maar keerde een aantal jaren later weer terug. Opvallendst aan het gebouw is de entree met haar natuurstenen draagbalk en dito brievenbussen; die entree gaat gepaard met glas-in-lood-raampjes.
Het gebouw is gemeentelijk monument (222111).